# Les Mistigris
Pour les articles homonymes, voir Mistigri.
Les Mistigris est une série télévisée d'animation créée par Nathalie Dargent et Denis Cauquetoux, diffusée depuis le 5 octobre 2009 sur TF1 dans l'émission TFOU TV.

## Personnages

### Voix françaises originales
- Alice Dontaine : Lulu
- Arthur Dubois : Pépin
- Lisa Labar : Roméo, le bébé éléphant
- Léa Van Bever : Érik
- Stéphane Flamand : Simone
- Marie Van R : Pipa
- Micheline Tziamalis : Isabelle, la girafe
- Lionel Bourguet : Badjijaba
- Karim Barras : Bartolo
- Didier Colfs : Dr Bouton